# Merbes-le-Château
Merbes-le-Château (valonă Miebe) este o comună francofonă din regiunea Valonia din Belgia. Comuna Merbes-le-Château este formată din localitățile Merbes-le-Château, Fontaine-Valmont, Labuissière și Merbes-Sainte-Marie. Suprafața sa totală este de 30,24 km². La 1 ianuarie 2008 avea o populație totală de 4.119 locuitori.
Comuna Merbes-le-Château se învecinează cu comunele Beaumont, Binche, Erquelinnes, Estinnes, Lobbes și Thuin.